# Darkchylde (comic)
Yesca Arango es un personaje de historieta creado en 1996 por Randy Queen. Fue publicado originalmente por Maximum Press, y más tarde por Image Comics, a través de Homage Comics, un sello editorial de Wildstorm. Proyectos posteriores que por el publicado por Darkchylde Entertainment, a través de Wowio.
Darkchylde es la historia de Ariel Chylde, una adolescente maldita que puede convertirse en las criaturas de sus pesadillas, y luego debe salvar a su pequeño pueblo de las fuerzas de la oscuridad que ella libera.

## Publicación de la historia
Darkchylde se lanzó como propiedad de cómics con un éxito inmediato en el verano de 1996. El libro disparo en el puesto número 1, punto más caliente de los cómics en Asistente, donde permaneció durante nueve meses colectivamente, tanto en revistas Wizard y Combo. El libro vendió más que Spider-Man, Hulk, Superman y Batman en los Estados Unidos, y rápidamente obtuvo un seguimiento por el público femenino, en contraste con el mercado de libros de historietas tradicionalmente masculinos.
El éxito de los libros dio lugar a una línea de mejor venta de cromos, figuras de acción, patinetas, cajas de almuerzo, fotolitos, ropa, y estatuas con busto pequeño.
Cuando el libro fue lanzado en el extranjero al público extranjero, rápidamente se convirtió en el mejor de Panini Publishing título de venta, sobreventa de todos sus títulos clásicos de súper héroes, incluyendo Spider-Man y los X-men.
Asistente para la revista publicó Darkchylde # 1 / 2, un pedido por correo solamente cómic que vendió la totalidad de sus cómics anteriores por correo.
El creador Randy Queen diseño Darkchylde Entertainment con su pareja Sarah Oates y puso en marcha "Los sueños de la Darkchylde" # 1. Fue el título # 1 más vendido independiente que presentaba ese mes en Previews, la revista de pedidos de distribución de historietas.
Raras "Museo edición" copias de los cómics Darkchylde han vendido más de $ 200.00 cada uno en Ebay, y todos los coleccionables Darkchylde, incluyendo el arte original de Randy, continúan manteniendo una gran demanda para los coleccionistas. 
En una segunda entrevista con Nicholas Yanes de scifipulse.net Reina reveló que Darkchylde aparece en el libro de historietas después de varios años de ausencia. Este cómic sería un cruce de una sola vez titulado "The Darkness Darkchylde: Reino dolor" y programado para salir en diciembre de 2009. Además de contener una característica nueva historia Darkchylde, este paso a paso el arte también contenía un fragmento de la próxima Randy Queen's título del cómic "Lluvia de estrellas." 
Manga Darkchylde
En 2005 el título fue relanzado en Dark Horse Comics como Manga Darkchylde, con Ariel siendo una niña. El manga término en el título es algo engañoso, ya que la nueva serie no es claramente un manga en el sentido tradicional y en realidad se parece muy poco al manga japonés de ninguna manera. [Cita requerida] Solo utilizando los elementos base de la original Darkchylde, Randy Queen está ahora expandiendo su "Darkchylde-universo".

## Adaptaciones al cine
Cine
En agosto de 2007 creador de Randy Queen reveló a Newsarama que esta en marcha una película .
En una reciente entrevista con Nicholas Yanes de scifipulse.net, Randy Queen se le preguntó y respondió a una pregunta sobre la adaptación al cine / televisión de Darkchylde:
"Yanes: Desde hace años ha habido rumores de Darkchylde se convirtió en una serie de animación, miniseries de una red de cable y películas. Si eres capaz de hacer un comentario sobre el futuro potencial de Darkchylde en la televisión y el cine? Cualquier actrices que le gustaría jugar Ariel 
Reina: Una película de hace tanto sentido es ridículo, y todo lo que puedo decir es que estamos trabajando en ello. Sé que es una respuesta frustrante para los aficionados, pero es un proceso frustrante. Es probablemente el mejor para mí no hacer comentarios sobre las actrices, así que solo tienen que esperar y ver."
Tomas de prueba del set de Darkchylde surgió en julio de 2010 y el 31 de octubre de 2010, se anunció John Carpenter como director.